# Jüdische Gemeinde Selters
Die jüdische Gemeinde in Selters im Westerwaldkreis (Rheinland-Pfalz) entstand vermutlich im 17. Jahrhundert durch die Ansiedlung von Schutzjuden durch die Ortsherrschaft. Sie erlebte durch Ab- und Auswanderung in der zweiten Hälfte des 19. Jahrhunderts einen allmählichen Niedergang. Die jüdische Gemeinde erlosch im Zuge der Deportation deutscher Juden in der Zeit des Nationalsozialismus.

## Geschichte der Selterser Gemeinde bis 1800
Die Geschichte der jüdischen Gemeinde in Selters beginnt schon im 16. Jahrhundert, als Juden nachweisbar dort ansässig waren. 1585 wird ein Adam der Jude erwähnt. Seit 1670 verlangte der Graf zu Wied Schutzgelder von den Juden in seiner Grafschaft. Juden lebten in den wiedischen Kirchspielen Heddesdorf, Niederbieber, Feldkirchen, Altwied, Rengsdorf, Honnefeld, Anhausen, Grenzhausen, Nordhofen und Rückeroth.
1688 wird in den beiden letzten Kirchspielen ein Judt Solmen (Salomon) zu Selters mit zehn Reichstalern Schutzgeld jährlich verzeichnet. 1698 wohnt wieder ein Jude in Selters: Er hieß Manus (Immanuel) und zahlte drei Reichstaler Schutzgeld jährlich. 1705 kamen zu der Familie des Manus die des Benjamin, des Joseph und des von Mogendorf kommenden Salmen hinzu. 1712 zog eine Familie Hertz hinzu.
Selters war als einer der vier Orte der Grafschaft, in der Viehmärkte abgehalten wurden, ein attraktiver Ort für jüdische Bürger. 1746 schrieben die Selterser Juden einen Brief an den Reichsgraf Friedrich Wilhelm zu Wied, in dem es um den Bau einer eigenen Synagoge ging. Die seit 1705/06 in Selters bestehende Synagoge war kein separates Gebäude gewesen. Hintergrund des Anliegens war auch die zunehmende Eigenständigkeit der benachbarten Jüdischen Gemeinde Mogendorf und deren Synagogenbau.
1753 lebten in Selters insgesamt zwölf jüdische Personen in vier Familien: Ein Nathan Levi vollzog 1754 den Übertritt zur reformierten christlichen Religion und nahm den Namen Johann Jacob Wilhelm Nordhöfer an, da er in Nordhofen wohnte. 1776 zahlten die vier Schutzjudenfamilien in Selters insgesamt 32 Reichstaler Schutzgeld. Die meisten waren Händler; 1804 sind jedoch drei Familien von acht so arm, dass sie kein Schutzgeld zahlen mussten.
Neben den Schutzgeldern führt Jungbluth die folgenden Abgaben der Juden an den Grafen zu Wied an: Dies waren „Erbgrafenbewilligung, Schlachtgeld, Extra-Schlachtgeld, Nahrungsgeld, Heiratsgeld, Heiratsmusikgeld, Sterbegeld sowie Garküche, Herberg und Einquartier-Freiheit“.

## Die Selterser Gemeinde im 19. Jahrhundert
Als nach den Frieden von Lunéville 1801 und dem Reichsdeputationshauptschluss 1803 das vormals wiedische Selters 1806 dem Herzogtum Nassau zugeschlagen wurde, schaffte Herzog Friedrich August von Nassau im August 1806 den Leibzoll ab, kündigte aber eine Erhöhung des Schutzgeldes ab. Die Juden von Selters wurden von dieser Erhöhung befreit, mussten jedoch „ein freiwilliges Geschenk von 700 Gulden“ entrichten. Drei Viertel der sieben Familien, die um 1815 in Selters lebten, hatten bis zu 75, drei Familien hatten 150 Gulden geschätztes Jahreseinkommen. Das geringste Jahreseinkommen der Selterser Juden betrug 25, das höchste 150 Gulden.
Neun von zehn Familien betrieben Handel, drei von ihnen widmeten sich neben dem Handel auch dem Ackerbau. Im Durchschnitt zahlte jede Familie 9 Gulden und 20 Kreutzer Schutzgeld. Verhältnismäßigkeit spielte dabei weniger eine Rolle. So zahlten die einkommensstärksten Familien den 13. Teil ihres Einkommens, dagegen mussten Einkommensschwache ein Viertel des Jahreseinkommens an Schutzgeld entrichten, was bei einigen Familien zur Verarmung führte.
Im 19. Jahrhundert entwickelte sich die Zahl der jüdischen Einwohner wie folgt: 1816/17 acht jüdische Familien, 1823/24 neun Familien, 1843 90 jüdische Einwohner, 1871 95 (9,8 % von insgesamt 972 Einwohnern), 1885 70 (6,6 % von 1.062), 1905 101 (8,5 % von 1.193). Die jüdischen Familien lebten in der ersten Hälfte des 19. Jahrhunderts vor allem vom Viehhandel und vom Schlachten. Seit der Mitte des 19. Jahrhunderts gab es auch Handwerker. Mehrere eröffneten Ladengeschäfte am Ort.
1841 wurden die Juden im Herzogtum Nassau zur Annahme erblicher Familiennamen verpflichtet. Bis dahin führten sie in der Regel den Vornamen des Vaters als Zweit- oder Familiennamen. Auf diese Weise erhielt der erstgeborene Sohn den Namen des Großvaters, der Zweitgeborene den Namen des Großvaters mütterlicherseits. 1841 nahmen die Selterser Juden die folgenden erblichen Familiennamen an: Friedemann, Strauß oder Strauss, Bernstein, Hofmann, Schweigert, Schwarz, Stern, Danzig, Altmann und Casparus, z. T. Herkunftsnamen oder Hausnamen aus der Frankfurter Judengasse (Stern und Strauss). Mehrere Mitglieder einer Familie Leymann waren in der Schützengesellschaft aktiv.
Neben dem Schutzgeld zahlten die Selterser Juden auch ein bis vier Gulden an die Gemeinde sowie an die eigene Kultusgemeinde. Sie zahlten eine selbst auferlegte Steuer, Schulgeld für die Kinder und die Stuhlpacht für einen Platz in der Synagoge. Hinzu kamen Strafgelder, wie für unangemessene Kopfbedeckung am Feiertag oder für ein unartiges Kind.
1850 kauften die insgesamt 21 jüdischen Familien aus Selters, Herschbach, Nordhofen und Rückeroth das in der Waldstraße gelegene Haus des Kusel Strauß I. als Synagogengebäude für 1.800 Gulden. In dieser Zeit wanderten jedoch schon viele Familien in die Vereinigten Staaten aus. An Einrichtungen hatte die jüdische Gemeinde neben der Synagoge eine jüdische Schule (Religionsschule), ein rituelles Bad (Haus Bahnhofstraße 8) und einen Friedhof. Zur Besorgung religiöser Aufgaben der Gemeinde war ein Lehrer angestellt, der zugleich als Vorbeter und Schochet tätig war. 1875 wird ein Lehrer Löwenstein genannt, der auch für Singhofen tätig war. 1884 wird Lehrer H. Stamm genannt, der auch in Maxsain tätig war. Die Gemeinde gehörte zum Rabbinatsbezirk Bad Ems beziehungsweise (nach 1924) Bad Ems – Weilburg.

## Nationalsozialistische Verfolgung
Auch die Selterser Gemeinde erlebte durch Ab- und Auswanderung ab der zweiten Hälfte des 19. Jahrhunderts einen allmählichen Niedergang. An jüdischen Vereinen gab es den Israelitischen Frauenverein Frauenchewrah (1932 unter Leitung von Lina Oster), den Israelitischen Wohltätigkeitsverein (gegründet 1909, 1932 unter Vorsitz von Leopold Rosenau). Der Zweck war die Unterstützung der Ortsarmen. Ebenso gab es die Männerchewra (1932 unter Leitung von Leopold Rosenau) und einen Israelitischen Jugendverein (1932 unter Leitung von Lehrer Siegfried Goldbach). Auch eine Gemeindebibliothek war vorhanden.
Die jüdische Gemeinde erlosch im Zuge der Deportation deutscher Juden in der Zeit des Nationalsozialismus. Auswanderungen erfolgten nach den USA (6 Personen), nach Palästina (5 Personen), nach England (6 Personen), nach Holland (2), Schweiz (3), Südamerika (3) und Dänemark.
Schon im September 1938 fand ein erstes Pogrom in Selters statt, bei dem die Fensterscheiben jüdischer Anwesen und der Synagoge zertrümmert wurden. Auch mit dem Novemberpogrom 1938 erfolgten in Selters Aktionen mit dem Ziel der Zerstörung des jüdischen Gotteshauses und jüdischen Eigentums. So wurde am 10. November die Synagoge in Brand gesetzt und Juden wurden aus ihren Häusern geholt und in das Gerichtsgefängnis in Selters gebracht, wohin auch Juden aus den Nachbarorten Herschbach und Maxsain gebracht wurden.
Die beiden Pogrome gaben den noch verbliebenen Juden den letzten Anstoß, Selters zu verlassen. Seit 1933 verließen innerhalb von sechs Jahren alle Juden den Ort. 91 Personen verzogen innerhalb Deutschlands, 28 ins Ausland. Am 3. Oktober war Selters – wie es im Nazijargon hieß – „judenfrei“. Simon Danzig verließ an diesem Tag mit seiner Frau Ella und seiner Schwester Berta den Ort in Richtung Köln; Simon ist in Auschwitz verschollen, Ella und Berta wurden in Minsk umgebracht. Die 45 Selterser Juden wurden zumeist in den Osten deportiert, so nach Auschwitz, Majdanek, Riga, Litzmannstadt, Minsk oder Theresienstadt; nur wenige Familien konnten in die Vereinigten Staaten emigrieren, wie die Familie Weinberg.
Herbert Danzig, dessen Eltern Simon und Ella Danzig im Osten verschollen sind, war der erste US-amerikanische Soldat, der 1945 nach Selters kam. Er veranlasste beim Bürgermeister, dass der Zaun des jüdischen Friedhofs wiederhergestellt wurde. Das Synagogengebäude ging am 3. Juli 1948 die jüdische Kultusgemeinde Koblenz über. Nach dem Aufheben des Veräußerungsverbots wurde das Gebäude am 8. Mai 1950 an die Schreinerei Mende für 500 Mark verkauft.